# Victor Mosa
Pour les articles homonymes, voir Mosa.
Vito Mosa, ou Victor Mosa, est un footballeur français né le 31 mars 1945 à Ravanusa (Sicile) et mort le 9 janvier 2009 à Tiuccia (Corse-du-Sud).

## Biographie
Fils d'immigré italien, il arrive en France à l'âge de 18 mois, où il passe son enfance à Marignane. Il commence sa carrière de footballeur professionnel en 1963 à l'AS aixoise, où il évolue trois saisons en deuxième division. Il connaîtra une montée en première division lors de la saison 1966-1967. Il s'envole ensuite pour la Bretagne où il joue quatre saisons au Stade rennais, avec entre autres l'international français Louis Cardiet et l'international yougoslave Silvester Takač. 
Au cours de la saison 1970-1971, la nostalgie de la Méditerranée, le fait rejoindre le SEC Bastia, pour trois saisons. Il est finaliste de la coupe de France avec ce club en 1972 et joue deux matchs de coupe des vainqueurs de coupe, contre l'Atletico Madrid (défaite 1 à 0 à Ajaccio et match nul 1-1 au stade Vicente Calderón). Il termine sa carrière à l'AC Ajaccio en deuxième division. Victor jouera ensuite plusieurs années en amateur (et entraînera également), notamment dans sa ville d'enfance Marignane.  
Il a pris sa retraite à Marignane dans les Bouches-du-Rhône et à Tiuccia en Corse, où il est décédé d'un arrêt cardiaque le 9 janvier 2009 à 63 ans. 
Victor Mosa a eu trois enfants, deux filles et un garçon. 

## Palmarès
- Trois sélections en équipe de France Juniors en 1961.
- Champion de France de D2 en 1967 avec l'AS aixoise.
- Finaliste de la Coupe de France 1972 avec le SEC Bastia.

## Sources et références
1. ↑   Col., Football 74, Les Cahiers de l'Équipe, 1973, cf. page 107.
2. ↑  Site de La Provence vu le 9 janvier 2009
3. 1 2 3  Marc Barreaud, Dictionnaire des footballeurs étrangers du championnat professionnel français (1932-1997), L'Harmattan, 1997, cf. notice du joueur, page 174
4. ↑  « Fiche du match sur le site de la FFF »(Archive.org • Wikiwix • Archive.is • Google • Que faire ?)
5. ↑  French Clubs' Players in European Cups 1955-1995 sur le site rsssf.com